# Loma Bola
Loma Bola es una localidad argentina ubicada a 1 km de La Paz, Departamento San Javier, Provincia de Córdoba. Es una villa turística en el valle de Traslasierra, ubicada a la altura de La Paz pero sobre los faldeos de la Sierra de Comechingones. Lleva su nombre por una elevación del terreno con forma redondeada.
Un hito en el desarrollo turístico del poblado fue la fundación del hotel Loma Bola llevada a cabo en 1925 por Juan Adolfo Krütli. También es importante, desde el punto de vista económico, la recolección de hierbas naturales.
La comuna se caracteriza por la existencia de numerosas casas de veraneo, insertas en el hermoso paisaje serrano. Se destaca por su importancia histórica el chalet que perteneciera al dirigente político radical Crisólogo Larralde (1902-1962). La residencia fue construida en 1948 por el arquitecto Julián Lemoine y se la conoce como el «chalet de los presidentes», pues fue visitada en diversas oportunidades por los presidentes argentinos Arturo Frondizi, Arturo Umberto Illia y Raúl Alfonsín.

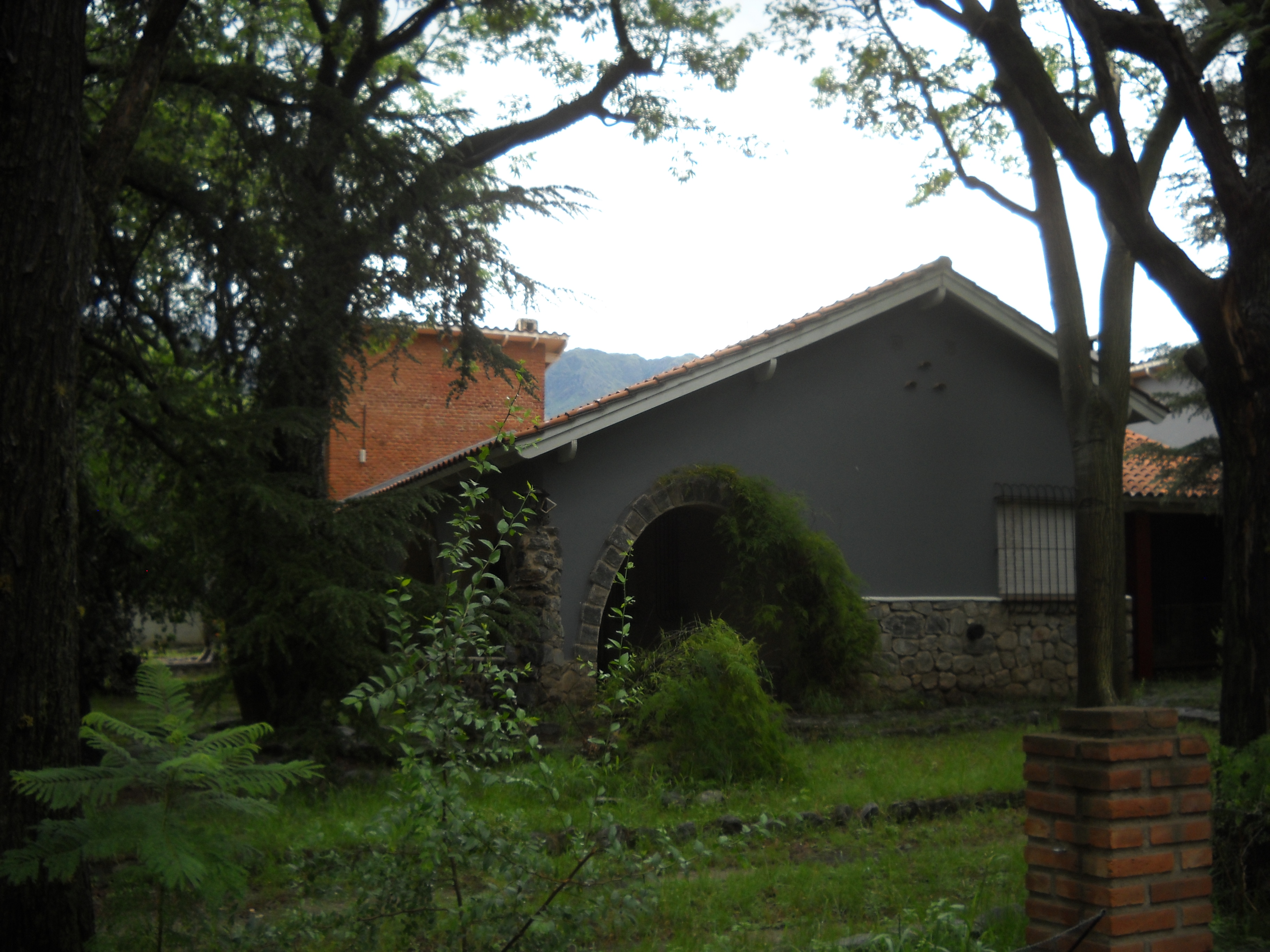
Chalet de Crisólogo Larralde en Loma Bola, Córdoba, Argentina.